# Ліберті (Юта)
Ліберті (англ. Liberty) — переписна місцевість (CDP) в США, в окрузі Вебер штату Юта. Населення — 1522 особи (2020).

## Географія
Ліберті розташоване за координатами 41°20′33″ пн. ш. 111°51′54″ зх. д. / 41.34250° пн. ш. 111.86500° зх. д. (41.342527, -111.864870).  За даними Бюро перепису населення США в 2010 році переписна місцевість мала площу 15,15 км², уся площа — суходіл.

## Демографія
Згідно з переписом 2010 року, у переписній місцевості мешкало 1257 осіб у 372 домогосподарствах у складі 329 родин. Густота населення становила 83 особи/км².  Було 437 помешкань (29/км²).
Расовий склад населення:
| - 96,2 % — білих - 1,0 % — азіатів - 0,7 % — корінних американців - 0,1 % — вихідців з тихоокеанських островів |

До двох чи більше рас належало 1,2 %. Частка іспаномовних становила 2,5 % від усіх жителів.
За віковим діапазоном населення розподілялося таким чином: 33,7 % — особи молодші 18 років, 57,9 % — особи у віці 18—64 років, 8,4 % — особи у віці 65 років та старші. Медіана віку мешканця становила 34,8 року. На 100 осіб жіночої статі у переписній місцевості припадало 98,9 чоловіків;  на 100 жінок у віці від 18 років та старших — 99,5 чоловіків також старших 18 років.
Середній дохід на одне домашнє господарство  становив 84 159 доларів США (медіана — 76 016), а середній дохід на одну сім'ю — 86 496 доларів (медіана — 77 700). За межею бідності перебувало 0,9 % осіб, у тому числі 0,0 % дітей у віці до 18 років та 0,0 % осіб у віці 65 років та старших.
Цивільне працевлаштоване населення становило 816 осіб. Основні галузі зайнятості: будівництво — 27,5 %, науковці, спеціалісти, менеджери — 11,9 %, освіта, охорона здоров'я та соціальна допомога — 10,5 %.